# Balgheim
Balgheim es un municipio alemán de unos 1050 habitantes en el distrito de Tuttlingen en el sur de Baden-Wurtemberg. Está ubicado en una hondonada al margen de la meseta de la Baar al pie del Jura de Suabia y del monte Dreifaltigkeitsberg donde nace el río Prim. A través del territorio municipal corre la divisoria entre Danubio y Rin.